# 萨斯河畔梅特斯多夫
萨斯河畔梅特斯多夫是奥地利施蒂利亚州拉德克斯堡县的一个市镇。总面积22.72平方公里，总人口1343人，人口密度59.1人/平方公里（2005年）。